# 小鹏MONA M03
小鹏MONA M03（简称小鹏M03）是中国电动汽车公司小鹏汽车生产的一款紧凑型纯电动五座轿车，于2024年8月在中国大陆上市。
M03是小鹏MONA系列的首款车型。“MONA”是“Made of New AI”的简称，寓意为“AI智能驾驶的普及者”；而“M03”的名称则是向初代纯电轿车特斯拉Model 3致敬。
MONA M03上市时的起售价格为11.98万人民币，是小鹏汽车首次进入10万至15万元价位的电动车市场。

## 历史

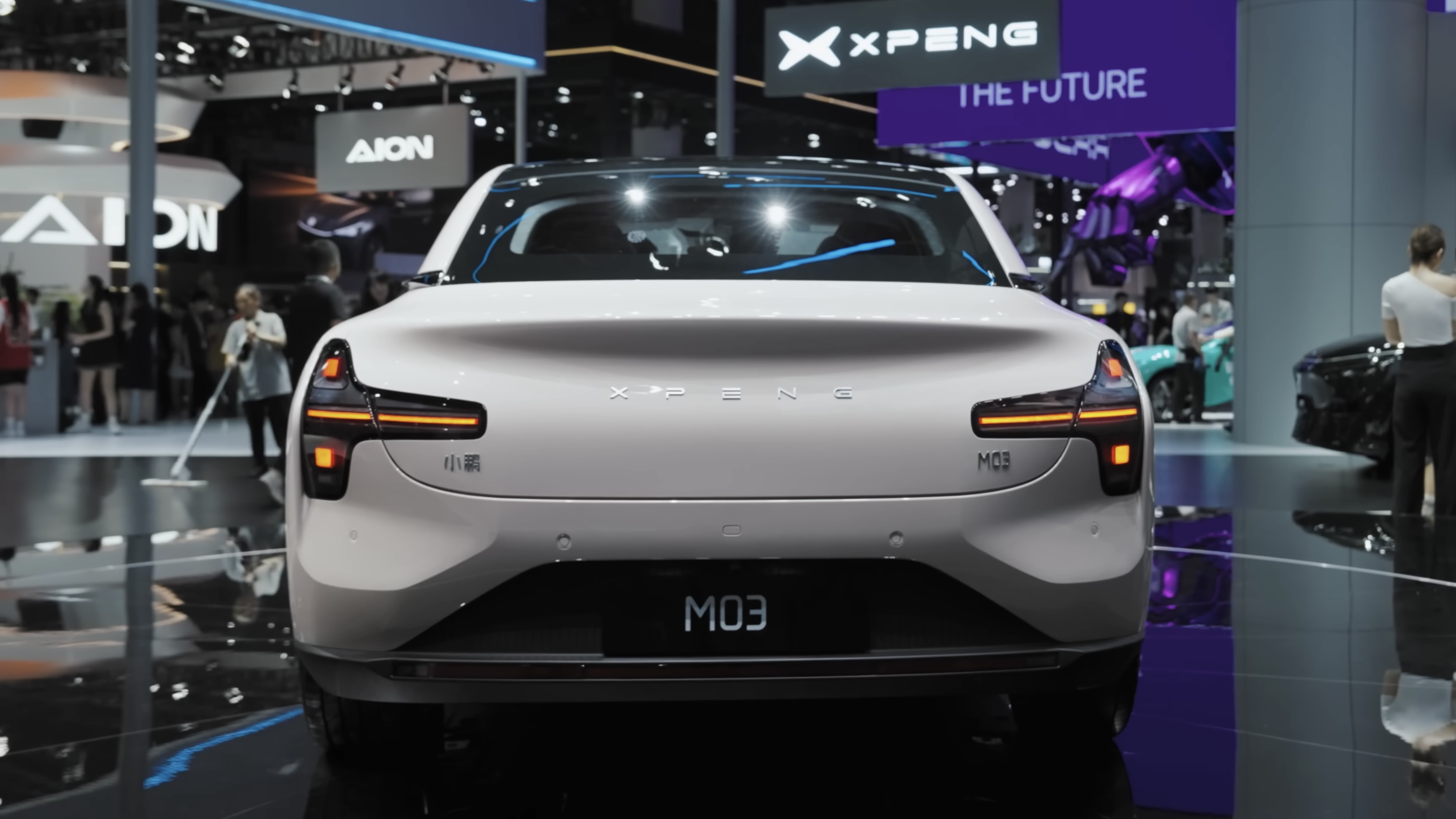
尾部

MONA M03起源于中国网约车平台滴滴出行在2021年启动的造车项目。
滴滴早在2018年便组建自动驾驶研发团队，并同多家汽车产业链企业达成合作协议；亦曾与比亚迪合作推出定制网约车D1，但滴滴在此次合作中非主导方，该车市场表现亦不佳。2021年初，滴滴启动代号为“达芬奇”的造车业务，成为最后一批进场造车的互联网企业。根据媒体在2022年3月的报道，达芬奇业务的团队规模约1,700人，首款车型为定价为15万元左右的紧凑型轿车，计划于2023年实现交付。
然而，滴滴造车业务在2021年和2022年为公司带来巨额亏损。2023年8月，滴滴与小鹏汽车达成战略合作协议，小鹏汽车将以约58.35亿港元的总对价收购滴滴出行与智能汽车相关联的资产和研发能力，小鹏汽车以滴滴前期较高完成度的“Mona”车型为基础，开发并销售A级电动汽车。此举被认为是滴滴将重新聚焦于出行这一传统业务，不再重金投入造车等短期内不易变现的项目。
在小鹏与滴滴最初的协议中，新车型将通过小鹏旗下的子品牌进行销售。2024年初，网络流传一张带有“想往03”标识的测试车，让外界初次接触“Mona”的造型及所属第二品牌的名称。然而，因自身暂无同时运营两个品牌的能力，小鹏放弃以“想往”或其他子品牌推出新车型的计划。2024年6月11日，小鹏汽车发布新产品序列MONA及其首款车型M03。次月初，小鹏发布MONA M03的造型，并开放预售。小鹏汽车董事长何小鹏在预售发布会上称，小鹏和滴滴在该车型的投资已达到40亿人民币，但同时指出不会为其推出网约车版本。
2024年8月28日，成都车展开幕前夕，小鹏正式发布并在中国大陆开售MONA M03。

## 特点

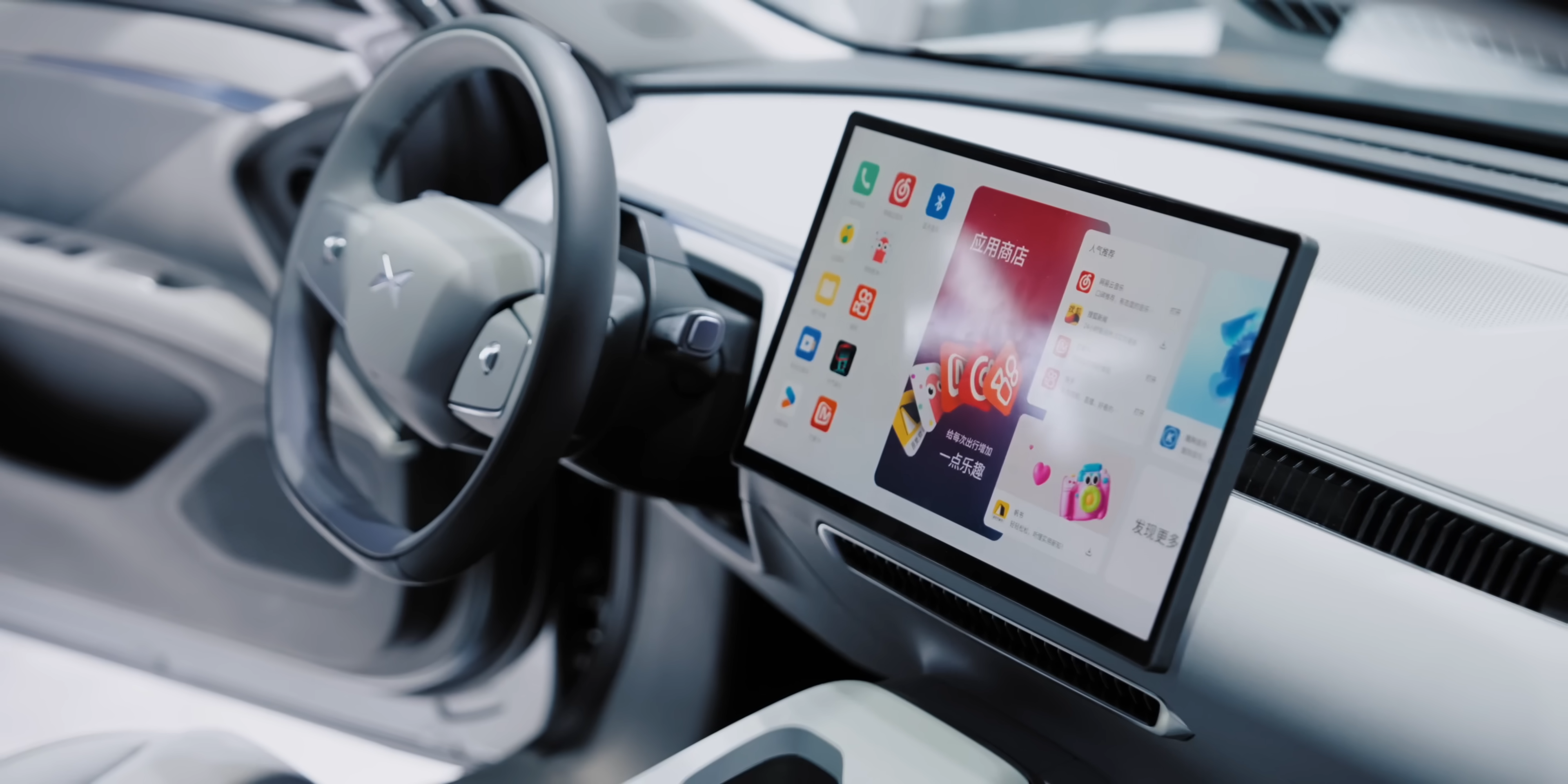
内饰

MONA M03共有三款配置：515、620和580 Max，价格区间为11至16万元人民币，是小鹏汽车推出过价格最低的车型，以期吸引更高的销量。
MONA M03为前置单电机驱动。其使用比亚迪的刀片电池，CLTC工况下最长续航距离达620km。其采用掀背式设计，而车身的流线型造型设计和主动式进气格栅的加入使得整车风阻系数仅有0.194Cd，号称为全球已量产的纯电动掀背车中最低；但车内空间有所妥协。
在智能座舱方面，小鹏为其配置了15.6寸的中控屏，车机搭载高通骁龙8155芯片和自研系统；为降低成本，车辆默认不配备仪表屏，但可付费加装，为小鹏汽车首次不为旗下车型标配仪表屏。智能驾驶方面，M03全系车型均支持智能驾驶能力，小鹏宣称此为智驾功能首次下放至入门级车型。两个价格较低的车款采用Mobileye EyeQ4方案，支持辅助泊车等辅助驾驶功能；Max版配备了2颗英伟达Orin-X芯片并采用小鹏自研的智驾方案，可实现其他小鹏车型具有的“XNGP”高阶辅助驾驶功能。

## 市场表现
MONA M03推出后，受到市场关注。小鹏方面宣称该车在开售不足一小时内便达到10,000辆“大定”（用户已下订并缴纳不可退款的定金）。吸取小鹏G6上市前期火爆但因交付不及时导致热度下降的教训后，小鹏在MONA M03发布数日后便陆续开始交付低中配版车型；而高配的Max版因小鹏自研智驾系统需时适配滴滴的整车电子电气架构，此款车型延至2025年初方可交付。